# Ендодерма
Ендодермата е най-вътрешния зародишен лист (пласт, слой) формиращ се по време на ембриогенезата. Клетките мигрират навътре по дължината на архентерона като образуват вътрешен слой на гаструлата, който се развива в ендодерма.
Първоначално ендодермата се състои от плоски клетки, които впоследствие придобиват продълговата форма. Ендодермата дава начало на епителната покривка на множество системи.

## Продукти на ендодермата
| Зародишен пласт | Разпространение | Система                 | Продукти |
| --------------- | --------------- | ----------------------- | --- |
| Ендодерма       | Общо            | Храносмилателна система | Целия храносмилателен тракт с изключение на части от устата, фаринкса и терминалната част на ректума (които са продукти на ектодермата), покривните клетки на всички жлези, които се отварят в храносмилателния тракт, включително черен дроб и панкреас. |
| Ендодерма       | Общо            | Дихателна система       | Трахея, бронхи и алвеоли на белия дроб. |
| Ендодерма       | Общо            | Ендокринна система      | Покривните клетки на фоликулите на щитовидна жлеза и тимус. |
| Ендодерма       |                 | Слухова система         | Епителът на Евстахиевата тръба и средното ухо. |
| Ендодерма       |                 | Отделителна система     | Пикочен мехур, част от уретрата. |

Клетките на черния дроб и панкреаса се развиват от общ прекурсор.

## Забележки
1. ↑   Характерно за всички или повечето животни.